# Wilhelm Rammo
Wilhelm „Willi“ Rammo (* 5. Juli 1925 in Spiesen; † 1. August 2009 in Neunkirchen) war ein deutscher Boxer, der für das Saarland antrat.

## Biografie
Wilhelm Rammo gehörte als einer von drei Boxern der Delegation des Saarlandes bei den Olympischen Sommerspielen 1952 in Helsinki an. Er trat im Halbmittelgewicht an, unterlag jedoch in der ersten Runde dem Österreicher Josef Hamberger.
Rammo kämpfte für den BSC 93 Elversberg.